# فرد يونغ (نقابي)
فرد يونغ (بالإنجليزية: Frederick George Young)‏ هو نقابي نيوزيلندي، ولد في 9 يونيو 1888 في لندن في المملكة المتحدة، وتوفي في 14 فبراير 1962 في ويلينغتون في نيوزيلندا.